# La Levée des couleurs
La Levée des couleurs (2011) est un roman de l’écrivain libanais de langue française Ramy Zein qui aborde le sujet de la guerre civile au Liban.

## Intrigue
Un jour de septembre 1983, dans un village de la montagne libanaise, Siham assiste au massacre des siens dont elle est la seule à réchapper avec son petit frère Karim. Elle a reconnu parmi les assaillants l’homme qui a violé et tué sa mère. Siham n’aura plus qu’un seul objectif désormais : retrouver l’assassin pour venger sa famille et se libérer du passé.

## Dimension documentaire
Loin de toute représentation cérébrale ou abstraite du conflit, La Levée des couleurs plonge d’emblée le lecteur dans la réalité crue d’un massacre : « Les premières pages constituent à elles seules un exceptionnel moment littéraire, estime Katia Haddad. […] Les phrases réduites à l’essentiel, la restriction du champ visuel […] au seul point de vue de la fillette perchée sur son arbre, obligée de se cacher pour ne pas subir le même sort que le reste de la famille, devinant ce qui se passe par les sons plus que par la vue, obligent le lecteur à revivre l’horreur, la douleur. » Au-delà de cette scène fondatrice, le roman restitue le contexte des années de guerre au Liban en décrivant la vie quotidienne marquée par les bombardements, les barrages, les tireurs embusqués, les voitures piégées, les camps de réfugiés, la propagande, etc. La Levée des couleurs « se rapproche au plus près des expériences auxquelles les Libanais ont survécu », constate Antoine Boulad, sans tomber toutefois dans « le piège d’une représentation binaire » du conflit, selon Carla Calargé.

## Traumatisme de la guerre
La Levée des couleurs révèle l’impact psychologique de la guerre. Siham est en proie à des troubles de stress post-traumatique depuis le massacre. Elle souffre d’une solitude affective qui se manifeste par le schème récurrent du repli (fantasmes de fusion avec la matière, quête des recoins et de l’obscurité, refus de communiquer). Hantée par le corps profané de sa mère, elle rejette son propre corps qu’elle cherche à mutiler et à détruire. Elle se ferme au désir quand elle comprend rétrospectivement que sa mère a subi un viol. La sexualité s’associe à la morbidité chez elle. La douleur physique constitue un dérivatif à sa souffrance morale. Carla Calargé explique : « L’impossibilité de trouver une interprétation plausible à la catastrophe dont elle a été témoin condamne ainsi la jeune fille à revivre continuellement le trauma avec son cortège de peurs et de sentiments d’impuissance et de perte.» Hala Moughani souligne que dans La Levée des couleurs, la « souffrance est décrite avec autant d’humilité que de justesse. » Une approche confirmée par Rita Bassil : « Les émotions sont contrôlées et les sentiments sonnent parfaitement bien dans la note dans une distance qui assure au lecteur la transmission de sentiments intenses par leur contradiction », tandis qu’Agathe Morier affirme : « Ramy Zein parvient avec une subtilité certaine à esquisser des réponses à des questions complexes » touchant à l’aphasie et à la capacité de dépasser le traumatisme. Racha Tawil estime de son côté que « Le romancier soulève plusieurs sujets essentiels concernant les survivants comme le regard des autres, l’indifférence du monde, la solitude et la difficulté d’accorder le pardon. »
La Levée des couleurs reflète aussi les répercussions inconscientes de la guerre. Il montre comment le conflit exalte les pulsions d'agressivité et de mort. Siham manifeste un attrait pour la violence, elle est attirée par les orages, les destructions, le vacarme et les secousses des bombes. Ses camarades garçons sont fascinés par les armes que le roman dote d’une symbolique sexuelle évidente. La Levée des couleurs suggère de même la dimension festive et orgiaque de la guerre.
Malgré la violence du traumatisme subi, Siham et Karim réagissent par la résilience : la première en résistant à la tentation du néant et de l’automutilation, le deuxième en s’investissant dans ses études pour devenir un jour architecte. La fin du roman confirme la prévalence relative (provisoire?) de la vie sur la mort : « Le jour qui se lève est aussi celui d’une autre histoire, écrit Carla Calargé; celle qui ne se confine plus au ressassement des souvenirs traumatisants, mais plutôt celle qui peut utiliser les temps du futur et qui  se charge – à travers l’ouverture à de nouvelles focalisations – de rendre compte d’autres subjectivités, en commençant par celles de Karim et de Maher. » Une lecture corroborée par Agathe Morier : « Malgré la complexité du sujet, où l’histoire se mêle à la grande, et en dépit des apparences, le roman de Ramy Zein est celui de l’apaisement et de la réconciliation. Avec soi-même, avec tout le reste. »

## Mémoire de la guerre: de l'amnésie à l'amnistie
« Grâce à l’examen qu’il fait de l’un des épisodes les plus brutaux et les plus refoulés de la guerre libanaise, » La Levée des couleurs apporte, selon Carla Calargé, « une contribution intéressante à la production discursive et culturelle autour de la mémorialisation de cette guerre.» L’auteur y invite ses compatriotes « à sortir des mémoires obsessives de leurs communautés […] et à élaborer des récits historiques cohérents de ce qui s’est passé, récits qui prennent en considération l’image contradictoire qu’on a de l’autre. » Hala Moughani déclare dans le même sens : « Ce personnage délicat, fragile, ténu de Siham, outre le fait qu’il rappelle que les crimes de guerre n’épargnent pas les survivants, permet de retracer une mémoire vivante du Liban. […] Comment ne pas reconnaître ici un appel pour reconstituer l’histoire de la guerre libanaise afin que les Libanais renouent avec leur passé ? » De son côté Agathe Morier déclare : « On serait presque tenté de voir en Siham un Liban métaphorique. Et c’est précisément dans cette ambiguïté que réside le talent de l’auteur.» Pour Rita Bassil, La Levée des couleurs s’emploie à « interroger les Libanais sur leurs propres responsabilités, et nous sortir de la grille de lecture routinière, négationniste et stérile du mythe du complot », la responsabilité incombant d’abord aux dirigeants politiques de tous bords : « l’histoire de Siham devient emblématique de l’histoire de tous les innocents, quels qu’ils soient, qui ont payé le prix de la folie meurtrière des chefs », écrit Calargé. Ce qui fait dire à Antoine Boulad que La Levée des couleurs est « une œuvre romanesque sans compromis. »

Les deux protagonistes du roman incarnent deux ethos divergents face à la guerre. Siham est captive de son traumatisme, elle cultive le souvenir de sa famille et de son village rasé par les milices. Son frère Karim, lui, rejette le passé, s’inscrit exclusivement dans le présent et l’avenir. En cela il est représentatif de la majorité de ses compatriotes qui, après la fin du conflit, ont privilégié l’oubli à la mémoire.

La Levée des couleurs montre en outre le rapport entre l'amnésie collective et la loi d’amnistie. Il rappelle les conditions douteuses dans lesquelles l’amnistie a été votée en 1991. Au lieu d’assumer leur responsabilité dans la destruction du pays et les souffrances infligées à la population civile, les seigneurs de la guerre se sont hâtés de s’auto-amnistier avant de se partager le pouvoir et de continuer à obtenir par la corruption ce qu’ils avaient arraché par la violence. Ramy Zein pointe ainsi la mainmise des chefs de milices sur le pays après la fin de la guerre, comme le rappelle Rita Bassil : « Ramy Zein dénonce la loi de l’amnistie (ou plutôt l’amnésie ?) décrétée par les chefs de guerre qui se partagent la dépouille du pays et sa gouvernance, sans toutefois avancer un seul mot d’excuses, sans avouer les torts commis […]. Ramy Zein a l’audace de garder la mémoire. »

## Les Mots en question
L’un des paradoxes du livre est d’employer des mots pour dénoncer le verbe discrédité par les propagandes partisanes et les discours de haine. Siham ne croit plus à la parole. Elle se tait, se méfie des propos politiques et des sermons religieux, s’agace des minauderies de ses maîtres imbus d’eux-mêmes. Toutes les paroles qui lui sont adressées lui semblent fausses. Sa seule confidente est symptomatiquement une sourde-muette. Le mensonge ambiant exacerbe chez elle le souci permanent de sincérité et de vérité. Carla Calargé explique que « raconter son histoire est au-delà de l’imaginable du fait que les mots quotidiens sont insuffisants pour exprimer l’indicible. […] Incapable de verbaliser ses souvenirs, Siham l’est parce qu’elle ne peut s’en distancier ; d’où l’incapacité de dissocier le passé du présent, et le moi qui se souvient du moi qui a vécu. »

## Structure
La Levée des couleurs relève d’une esthétique de la fragmentation plus conforme à la vie intérieure de Siham, à sa subjectivité morcelée, éparpillée entre flashs fulgurants, images récurrentes et impressions contradictoires. D’où les nombreuses analepses qui parsèment le roman et qui concernent, pour beaucoup, les images réelles ou imaginaires du massacre.

Le roman déploie aussi un jeu d’échos qui figure les obsessions de Siham : les légumes épluchés par sa tante assassinée et par la cuisinière de l’orphelinat, ses règles et le sang de sa mère, le cadavre de sa mère et celui imaginaire de Karim, etc.

Contrairement aux romans précédents de Ramy Zein (Partage de l'infini en 2005 et Les Ruines du ciel en 2008), La Levée des couleurs ne pratique pas le procédé de l’alternance, préférant se concentrer sur le personnage de Siham pour mieux refléter son traumatisme et ses obsessions. Marilyn Matar constate ainsi que « pour Siham, le temps semble s’être arrêté au moment du massacre de ses parents et, dans le roman, l’enfermement spatial et temporel se traduit à travers l’enfermement du lecteur dans le point de vue de Siham, dans la tête de Siham, qui, elle, reste enfermée dans ses souvenirs.» La focalisation interne sur le personnage de Siham contribue à la tension tragique du texte relevée par Katia Haddad : «[Le] roman tend tout entier vers le fatal face-à-face qui permettra à Siham, des années plus tard, de regarder enfin dans les yeux l’auteur du massacre. »

## Extraits
- « Elle s’aperçoit qu’elle est blessée : elle saigne abondamment sous sa robe déchirée à l’épaule. Sans précaution, elle écarte le tissu et voit la peau ouverte, palpitante, rouge. La vision la captive. Une étrange sensation l’envahit, une joie morbide, une terreur voluptueuse, elle voudrait que la plaie se creuse et s’étende, elle voudrait se transformer en un minuscule insecte et plonger dans le cirque sanguinolent de sa chair. »[10]
- « Les bombes continuent de s’abattre sur le quartier. Elle s’abandonne peu à peu au fracas des explosions, aux secousses du sol, aux vibrations de l’air. Elle éprouve une sombre jouissance à être malmenée ainsi, comme pendant les nuits d’orage, lorsque le tonnerre gronde et qu’elle se sent bousculée, pénétrée au plus profond d’elle-même par la violence du monde. Elle aime cette sensation de déchirement intérieur. Il y a en elle une pulsion puissante et obscure qui la porte à la destruction, à l’anéantissement – de son corps, des autres, de l’univers. »[11]
- « Quelque chose la trouble dans ces regards qui la scrutent où brille une lueur vivace, presque mauvaise. Elle se sent l’objet d’une curiosité malsaine, malveillante. Elle a l’impression qu’on veut la déposséder de sa mémoire. Elle résiste. Elle se tait. Ils ne sauront rien. Elle ne racontera rien, pas plus à ses camarades qu’aux adultes. Elle gardera pour elle les scènes de Yarcoub et la fuite dans la montagne. »[12]
- « La prière s’est détachée d’elle comme une peau morte. »[13]
- « Tout reflue chaque fois qu’elle pense à Maher, le temps se contracte, les lignes s’incurvent, forment des nœuds qui l’enserrent, la ligotent, l’étranglent. Souvent la sensation de l’homme précède son image, il l’envahit avant même qu’elle ne le voie. »[14]
- « Siham écoute sans réagir. Le discours de père Seghan ressemble à ses sermons : beau, net, propre. Comme sa barbe rasée de frais. Comme sa soutane immaculée. Comme son bureau impeccable où chaque objet est à sa place. Aucun désordre. Aucune poussière. Une odeur d’encaustique et de bonne conscience. »[15]
- « Son corps rigide l’étonne comme un appendice inconnu, une verrue monstrueuse. Elle examine cette matière informe, cette chose laide, grasse, livide, souffrante, qui est elle-même. Elle voudrait la battre, la broyer, la réduire en poussière. Elle voudrait la serrer dans ses bras comme elle aurait serré Karim, la serrer et la consoler, la presser jusqu’à la vider de ses larmes, de sa mémoire. »[16]
- « Elle aime ce moment du jour où le port se réveille en douceur, le moindre bruit résonne comme dans un gymnase ou une église, avec quelque chose de minéral, de rocailleux, un écho infiniment pur qui ressuscite en elle des sensations lointaines, presque irréelles, dont les traces se dérobent à ses tentatives de les saisir, ou même de s’en approcher, tant sont volatils ces vestiges liés à son enfance, aussi fragiles que les lumières falotes des barques les soirs de brume. »[17]
- « C’est lui qui, jour après jour, lui donne la force de marcher vers la nuit. »[18]
- « Elle est agacée par cette jubilation collective, ce patriotisme larmoyant, cette confiance béate dans l’avenir doublée d’une autosatisfaction à toute épreuve. L’idée de la reconstruction la met mal à l’aise, comme si elle pressentait que les murs redressés allaient servir de clôtures aux cimetières. »[19]
- « Les assassins n’ont pas avoué leurs crimes, ils ne se sont pas manifestés pour reconnaître leurs actes et demander pardon. On a pardonné à des ombres, à des hommes sans visages. »[20]
- « Depuis que des hommes massacrent des hommes, ce n’est pas l’impunité qui est l’exception, c’est la justice. »[21]
- « C’était le no man’s land, un cœur sans vie entre les deux poumons de la ville. La nuit, on y entendait les aboiements des chiens errants qui fourrageaient dans les décombres ou pourchassaient des fantômes sous la lune. Les habitants des quartiers alentour respiraient le souffle des ruines, une exhalaison d’aunée visqueuse et de poussière humide qui était devenue l’odeur des vieux souks, l’haleine de la ville morte. »[22]
- « À moins qu’ils ne vous abattent sur-le-champ si, par malheur, votre carte d’identité mentionne une communauté honnie à laquelle vous serez immanquablement identifié, aussi éloigné soyez-vous des attributs accolés à la communauté en question avec la sidérante brutalité de la bêtise. »[23]
- « Siham est persuadée que le conflit couve sous la cendre, que derrière les signes de la paix revenue se cachent les symptômes d’un mal encore vivace. Dans sa tête il fait toujours guerre. »[23]

## Prix
- Prix littéraire des Lycéens de Saint-Marcellin 2012